# Bodjal (album)
Bodjal är ett musikalbum av Ale Möller Band, utgivet 2004 av Bonnier Amigo Music Group. Titeln på albumet kommer efter en traditionell senegalesisk låt. Albumet blev även 2004 tilldelad en grammis för "Årets folkmusik".

## Låtlista
Alla traditionella låtar är arrangerade av Ale Möller.
1. "Ilios (The Sun)" (Ale Möller, Trad.) – 6:03
2. "Bodjal" (Trad.) – 4:18
3. "Styggen (The Nasty One)" (Ale Möller) – 3:54
4. "Tango Greco/Vrisi" (Ale Möller/Trad.) – 7:44
5. "Tid Balkah (The Dark Birdies)" (Musik: Ale Möller – text: Ale Möller, Mamadou Sene) – 6:36
6. "Dao Bidaai/Livadhia" (Trad.) – 4:06
7. "Epese" (Trad.) – 3:44
8. "Atlan Dok" (Kurash Sultan arr; Ale Möller) – 5:37
9. "Nje Pajem" (Musik: Ale Möller – text: Ale Möller, Mamadou Sene, Maria Stellas) – 5:22
10. "Sandpolskan" (Ale Möller) – 3:07
11. "Atlaz" (Ale Möller) – 2:40
12. "Bachaar Larai" (Trad.) – 1:53
13. "Xanalego" (Trad.) – 5:24

## Medverkande
- Ale Möller Band:
  - Ale Möller — mandola, luta, flöjt, dragspel, kör
  - Maria Stellas — grekisk sång, "reg" (tamburin), zilja (finger cymbals)
  - Mamadou Sene — västafrikansk sång
  - Magnus Stinnerbom — fiol, mandolin, tamburin
  - Sebastian Dubé — kontrabas, (kör på 2, 7)
  - Rafael Sida Huizar — percussion
- Gästmusiker:
  - Shipra Nandy — indisk sång (6, 12)
  - Kurash Sultan — uiguriskansk sång, "dutar" (uiguriskansk luta) (8)
  - Mats Öberg — keyboards
  - Jonas Knutsson — barytonsaxofon (1, 8, 12)

## Mottagande
Skivan fick ett mycket gott mottagande när den kom ut med ett snitt på 4,2/5 baserat på tre recensioner.